# 莫什维莱尔
莫什维莱尔（法語：Morschwiller，法語發音：[mɔʁʃvilɛʁ]）是法国下莱茵省的一个市镇，属于阿格诺-维桑堡区。 

## 地理
莫什维莱尔（48°49'13"N, 7°37'34"E）面积4.62 平方千米，位于法国大東部大區下莱茵省，该省份为法国大陆部分最东部的省份，是阿尔萨斯的一部分，今与上莱茵省组成了阿尔萨斯欧洲集体，其南至上莱茵省，西南接孚日省和默尔特-摩泽尔省，西接摩泽尔省，北与德国接壤。
与莫什维莱尔接壤的市镇（或旧市镇、城区）包括：曼韦尔桑、道恩多夫、格拉森多夫、于滕多夫、尼德莫登、瓦勒德莫代尔。
莫什维莱尔的时区为UTC+01:00、UTC+02:00（夏令时）。

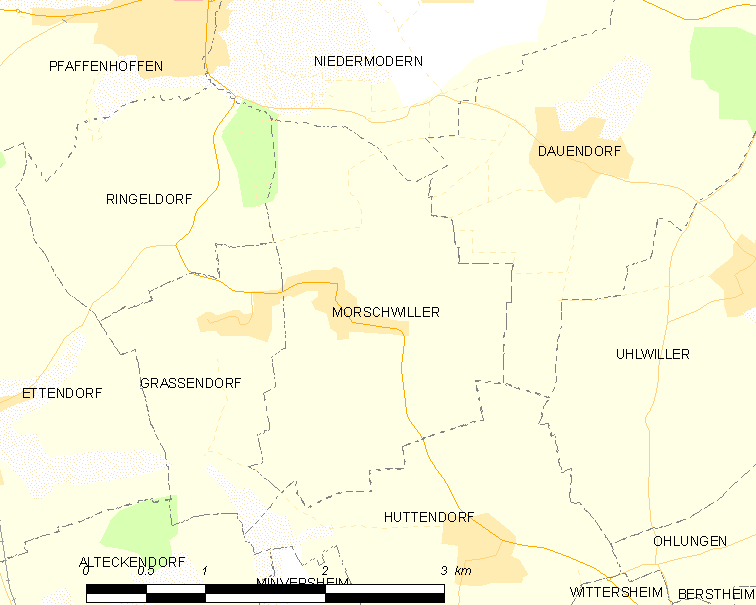
莫什维莱尔的OSM定位图

## 行政
莫什维莱尔的邮政编码为67350，INSEE市镇编码为67304。

## 政治
莫什维莱尔所属的省级选区为阿格诺县。

## 人口

1962-2008年间莫什维莱尔人口变化图示

莫什维莱尔于2022年1月1日时的人口数量为614人。